# Береза Богдан Зіновійович
Береза Богдан Зіновійович (нар. 27 жовтня 1948, с. Щаснівка, Тернопільської області) — український письменник та журналіст. Член Національної спілки журналістів України з 1984 року.

## Життєпис
Після закінчення Новосільської середньої школи (1966 р.) вступив на філологічні студії Львівського університету імені Івана Франка. Перші вірші надрукував в університетській багатотиражці. Тоді ж, у кінці 60-их, з'явилися його твори в обласній та всеукраїнській пресі. Очолював університетську літстудію «Франкова кузня». Під час канікул у складі студентського будівельного загону «Каменяр-69» виїжджав на роботу в Казахстан. Закінчив аспірантуру Львівського університету за спеціальністю сучасна українська література.
У 1971—1976 роках — учитель української мови та літератури в с. Доброводи Збаразького району. У смт Підволочиськ: 1976—1990 — кореспондент районної газети «Збручанська зоря», 1990—1992 — заступник директора СШ № 2, заступник з гуманітарних питань представника Президента України в Підволочиському районі; 1994—1999 — директор ЗОШ 1–3 ступенів у с. Супранівка Підволочиського району; від 2000 року — директор ЗОШ 1–3 ступенів (від 2002 — гімназія ім. Івана Франка) у Підволочиську. Член, голова (від
1991) Підволочиського районного об'єднання Всеукраїнського товариства «Просвіта».
Із 2004 по 2011 рік працював у США (м. Нью-Йорк).

## Доробок
Автор книг:
- «Маєстат слова» (Тернопіль, «Джура», 2011),
- «Враження. Двадцять сім бесід про українську книгу» (Тернопіль, «Джура», 2013),
- «Homesick. Той, що сумує за домом» (Тернопіль, «Джура», 2016),
- «Hometend. Люди і долі…», (Тернопіль, «Джура», 2018).